# Општина Сан Андрес Тустла (Веракруз)
Сан Андрес Тустла (шп. San Andrés Tuxtla) општина је у Мексику у савезној држави Веракруз. Општина се налази на надморској висини од 279 м.

## Становништво
Према подацима из 2010. у општини је живело 157364 становника.

### Хронологија
| Година       | 2000                   | 2005                   | 2010                   |
| ------------ | ---------------------- | ---------------------- | ---------------------- |
| Становништво | 142343 (69002 / 73341) | 148447 (71188 / 77259) | 157364 (75604 / 81760) |

### Попис
| \| \| м \| \| \| ж \| \| 0—2 \| 4.240 \| \| \| 3.964 \| \| 3—5 \| 4.415 \| \| \| 4.144 \| \| 6—11 \| 10.054 \| \| \| 9.617 \| \| 12—14 \| 5.166 \| \| \| 4.908 \| \| 15—17 \| 5.132 \| \| \| 5.165 \| \| 18—24 \| 8.891 \| \| \| 10.395 \| \| 60+ \| 7.379 \| \| \| 7.807 \| \| Просек : \| 28,6 \| \| \| 29,8 \| |        |  |  |        |
| |        |  |  |        |
| | м      |  |  | ж      |
| 0—2 | 4.240  |  |  | 3.964  |
| 3—5 | 4.415  |  |  | 4.144  |
| 6—11 | 10.054 |  |  | 9.617  |
| 12—14 | 5.166  |  |  | 4.908  |
| 15—17 | 5.132  |  |  | 5.165  |
| 18—24 | 8.891  |  |  | 10.395 |
| 60+ | 7.379  |  |  | 7.807  |
| Просек : | 28,6   |  |  | 29,8   |

| #   | Индикатор                                                                                        | Вредност |
| --- | ------------------------------------------------------------------------------------------------ | -------- |
| 1   | Становништво од 0 до 2 године                                                                    | 8204     |
| 2   | Мушко становништво од 0 до 2 године                                                              | 4240     |
| 3   | Женско становништво од 0 до 2 године                                                             | 3964     |
| 4   | Становништво са 3 и више година                                                                  | 147560   |
| 5   | Мушко становништво са 3 и више година                                                            | 70568    |
| 6   | Женско становништво са 3 и више година                                                           | 76992    |
| 7   | Становништво са 5 и више година                                                                  | 141890   |
| 8   | Мушко становништво са 5 и више година                                                            | 67656    |
| 9   | Женско становништво са 5 и више година                                                           | 74234    |
| 10  | Становништво са 12 и више година                                                                 | 119330   |
| 11  | Мушко становништво са 12 и више година                                                           | 56099    |
| 12  | Женско становништво са 12 и више година                                                          | 63231    |
| 13  | Становништво са 15 и више година                                                                 | 109256   |
| 14  | Мушко становништво са 15 и више година                                                           | 50933    |
| 15  | Женско становништво са 15 и више година                                                          | 58323    |
| 16  | Становништво са 18 и више година                                                                 | 98959    |
| 17  | Мушко становништво са 18 и више година                                                           | 45801    |
| 18  | Женско становништво са 18 и више година                                                          | 53158    |
| 19  | Становништво од 3 до 5 година                                                                    | 8559     |
| 20  | Мушко становништво од 3 до 5 година                                                              | 4415     |
| 21  | Женско становништво од 3 до 5 година                                                             | 4144     |
| 22  | Становништво од 6 до 11 година                                                                   | 19671    |
| 23  | Мушко становништво од 6 до 11 година                                                             | 10054    |
| 24  | Женско становништво од 6 до 11 година                                                            | 9617     |
| 25  | Становништво од 8 до 14 година                                                                   | 23528    |
| 26  | Мушко становништво од 8 до 14 година                                                             | 12076    |
| 27  | Женско становништво од 8 до 14 година                                                            | 11452    |
| 28  | Становништво од 12 до 14 година                                                                  | 10074    |
| 29  | Мушко становништво од 12 до 14 година                                                            | 5166     |
| 30  | Женско становништво од 12 до 14 година                                                           | 4908     |
| 31  | Становништво од 15 до 17 година                                                                  | 10297    |
| 32  | Мушко становништво од 15 до 17 година                                                            | 5132     |
| 33  | Женско становништво од 15 до 17 година                                                           | 5165     |
| 34  | Становништво од 18 до 24 године                                                                  | 19286    |
| 35  | Мушко становништво од 18 до 24 године                                                            | 8891     |
| 36  | Женско становништво од 18 до 24 године                                                           | 10395    |
| 37  | Женско становништво од 15 до 49 година                                                           | 43828    |
| 38  | Становништво са 60 и више година                                                                 | 15186    |
| 39  | Мушко становништво са 60 и више година                                                           | 7379     |
| 40  | Женско становништво са 60 и више година                                                          | 7807     |
| 41  | Однос између мушкараца и жена                                                                    | 92.47    |
| 42  | Становништво од нуле до 14 година                                                                | 46508    |
| 43  | Становништво од 15 до 64 године                                                                  | 98638    |
| 44  | Становништво од 65 година и више                                                                 | 10618    |
| 45  | Просечан број деце                                                                               | 2.5      |
| 46  | Становништво рођено у ентитету                                                                   | 150103   |
| 47  | Мушко становништво рођено у ентитету                                                             | 72192    |
| 48  | Женско становништво рођено у ентитету                                                            | 77911    |
| 49  | Становништво рођено у другом ентитету                                                            | 5335     |
| 50  | Мушко становништво рођено у другом ентитету                                                      | 2462     |
| 51  | Женско становништво рођено у другом ентитету                                                     | 2873     |
| 52  | Становништво од 5 година и више резидентно у ентитету у јуну 2005. године                        | 136606   |
| 53  | Мушко становништво старосног доба од 5 година и више, резидентно у ентитету у јуну 2005. године  | 64427    |
| 54  | Женско становништво старосног доба од 5 и више година, резидентно у ентитету у јуну 2005. године | 72179    |
| 55  | Становништво од 5 година и више које је живело у другом ентитету у јуну 2005. године             | 3601     |
| 56  | Мушко становништво старије од 5 година које је живело у другом ентитету у јуну 2005. године      | 1930     |
| 57  | Женско становништво старије од 5 година које је живело у другом ентитету у јуну 2005. године     | 1671     |
| 58  | Становништво од 3 године и више које говори аутохтони језик                                      | 694      |
| 59  | Мушко становништво старо 3 године и више које говори аутохтони језик                             | 373      |
| 60  | Женско становништво старо 3 године и више које говори аутохтони језик                            | 321      |
| 61  | Становништво од 3 године и више које говори аутохтони језик и не говори шпански језик            | 2        |
| 62  | Мушко становништво старо 3 године и више које говори аутохтони језик и не говори шпански         | 0        |
| 63  | Женско становништво старо 3 године и више које говори аутохтони језик и не говори шпански језик  | 2        |
| 64  | Становништво старо 3 године и више које говори аутохтони језик и шпански                         | 540      |
| 65  | Мушко становништво старо 3 године и више које говори аутохтони језик и шпански                   | 290      |
| 66  | Женско становништво старо 3 године и више које говори аутохтони језик и шпански                  | 250      |
| 67  | Становништво од 5 година и више које говори аутохтони језик                                      | 688      |
| 68  | Становништво од 5 година и више које говори аутохтони језик и не говори шпански језик            | 2        |
| 69  | Становништво од 5 година и више које говори аутохтони језик и говори шпански језик               | 539      |
| 70  | Становништво у домородачким домаћинствима                                                        | 1770     |
| 71  | Становништво са ограничењима у активностима                                                      | 6056     |
| 72  | Становништво са ограниченим ходањем или кретањем, горе или доле                                  | 2794     |
| 73  | Становници са ограничењима вида, чак и уз кориштење сочива                                       | 2159     |
| 74  | Становништво са ограничењима говора, комуникације или конверзације                               | 588      |
| 75  | Становништво са ограниченим слухом                                                               | 793      |
| 76  | Становништво са ограничењима при одевању, купању или јелу                                        | 203      |
| 77  | Становништво са ограничењима у опажању или учењу једноставних ствари                             | 277      |
| 78  | Становништво са менталним ограничењима                                                           | 585      |
| 79  | Становништво без ограничења активности                                                           | 149106   |
| 80  | Становништво од 3 до 5 година које не похађа школу                                               | 5022     |
| 81  | Мушко становништво од 3 до 5 година које не похађа школу                                         | 2598     |
| 82  | Женско становништво од 3 до 5 година које не похађа школу                                        | 2424     |
| 83  | Становништво од 6 до 11 година које не похађа школу                                              | 1447     |
| 84  | Мушко становништво од 6 до 11 година које не похађа школу                                        | 700      |
| 85  | Женско становништво од 6 до 11 година које не похађа школу                                       | 747      |
| 86  | Становништво од 12 до 14 година које не похађа школу                                             | 1653     |
| 87  | Мушко становништво од 12 до 14 година које не похађа школу                                       | 671      |
| 88  | Женско становништво од 12 до 14 година које не похађа школу                                      | 982      |
| 89  | Становништво од 15 до 17 година похађа школу                                                     | 5812     |
| 90  | Мушко становништво од 15 до 17 година похађа школу                                               | 3097     |
| 91  | Женско становништво између 15 и 17 година живота у школи                                         | 2715     |
| 92  | Становништво од 18 до 24 године похађа школу                                                     | 3490     |
| 93  | Мушко становништво од 18 до 24 године похађа школу                                               | 1762     |
| 94  | Женско становништво од 18 до 24 године похађа школу                                              | 1728     |
| 95  | Становништво од 8 до 14 година које не може да чита и пише                                       | 2292     |
| 96  | Мушко становништво старосног доба од 8 до 14 година које не може да чита и пише                  | 1216     |
| 97  | Женско становништво старосног доби од 8 до 14 година које не може да чита и пише                 | 1076     |
| 98  | Становништво од 15 година и више које је неписмено                                               | 21497    |
| 99  | Мушко становништво од 15 година и више које је неписмено                                         | 7790     |
| 100 | Женско становништво од 15 година и више које је неписмено                                        | 13707    |
| 101 | Становништво старо 15 и више година без школовања                                                | 18697    |
| 102 | Мушко становништво старо 15 и више година без школовања                                          | 6897     |
| 103 | Женско становништво старо 15 и више година без школовања                                         | 11800    |
| 104 | Становништво старосног доба 15 и више година са непотпуним основним образовањем                  | 26203    |
| 105 | Мушко становништво старосног доба од 15 година и више са непотпуном основним образовањем         | 12135    |
| 106 | Женско становништво старосног доба 15 и више година са непотпуном основним образовањем           | 14068    |
| 107 | Становништво старо 15 и више година са комплетним основним образовањем                           | 18491    |
| 108 | Мушко становништво старо 15 година и више са комплетним основним образовањем                     | 8709     |
| 109 | Женско становништво старо 15 и више година са комплетним основним образовањем                    | 9782     |
| 110 | Становништво старосног доба 15 и више година са непотпуним средњим образовањем                   | 5622     |
| 111 | Мушко становништво старосног доба од 15 година и више са непотпуним средњим образовањем          | 2997     |
| 112 | Женско становништво старосног доба од 15 година и више са непотпуним средњим образовањем         | 2625     |
| 113 | Становништво старо 15 и више година са пуним секундарном образовањем                             | 17106    |
| 114 | Мушко становништво старосног доба од 15 година и више са пуним секундарном образовањем           | 8816     |
| 115 | Женско становништво старосног доба од 15 година и више са пуним секундарном образовањем          | 8290     |
| 116 | Становништво старије од 18 година са постосновним образовањем                                    | 20724    |
| 117 | Мушко становништво старије од 18 година са постосновним образовањем                              | 10204    |
| 118 | Женско становништво старије од 18 година са постосновним образовањем                             | 10520    |
| 119 | Просечна оцена школовања                                                                         | 6.23     |
| 120 | Просечан ниво образовања мушке популације                                                        | 6.59     |
| 121 | Просечан ниво образовања женског становништва                                                    | 5.91     |
| 122 | Економски активно становништво                                                                   | 54813    |
| 123 | Економски активна мушка популација                                                               | 42119    |
| 124 | Економски активна женска популација                                                              | 12694    |
| 125 | Становништво које није економски активно                                                         | 63842    |
| 126 | Мушко становништво које није економски активно                                                   | 13566    |
| 127 | Женско становништво које није економски активно                                                  | 50276    |
| 128 | Запослено становништво                                                                           | 52755    |
| 129 | Запослено мушко становништво                                                                     | 40317    |
| 130 | Запослено женско становништво                                                                    | 12438    |
| 131 | Незапослена популација                                                                           | 2058     |
| 132 | Незапослена мушка популација                                                                     | 1802     |
| 133 | Незапослена женска популација                                                                    | 256      |
| 134 | Становништво без права на здравствене услуге                                                     | 64612    |
| 135 | Становништво које има право на здравствене услуге                                                | 91019    |
| 136 | Становништво које има право на ИМСС                                                              | 21205    |
| 137 | Становништво које има право на социјално осигурање                                               | 4396     |
| 138 | Становништво које има право на државно социјално осигурање                                       | 149      |
| 139 | Становништво које има право на опште осигурање или здравствено осигурање за нову генерацију      | 61449    |
| 140 | Становништво које је било једном или није било у браку током 12 година и више                    | 37246    |
| 141 | Венчано или уједињено становништво од 12 година и више                                           | 70450    |
| 142 | Становништво које је било у браку или уједињено 12 година и више                                 | 11517    |
| 143 | Становништво са католичком религијом                                                             | 114740   |
| 144 | Протестанти, еванђелисти и библијски следбеници различити од еванђелиста                         | 23260    |
| 145 | Становништво са другим религијама различитим од претходних                                       | 267      |
| 146 | Становништво без религије                                                                        | 16940    |
| 147 | Укупно пописаних домаћинства                                                                     | 37895    |
| 148 | Пописна домаћинства на челу са мушкарцима                                                        | 28638    |
| 149 | Пописна домаћинства на челу са женама                                                            | 9257     |
| 150 | Становништво у пописним домаћинствима                                                            | 155386   |
| 151 | Становништво у пописним домаћинствима на челу са мушкарцима                                      | 123220   |
| 152 | Становништво у пописним домаћинствима на челу са женама                                          | 32166    |
| 153 | Укупно домаћинстава                                                                              | 45215    |
| 154 | Укупно насељених домаћинстава                                                                    | 38415    |
| 155 | Укупно приватних кућа                                                                            | 44695    |
| 156 | Насељени приватни домови                                                                         | 37895    |
| 157 | Укупно насељених приватних кућа                                                                  | 38407    |
| 158 | Ненасељене приватне куће                                                                         | 4927     |
| 159 | Појединачна домаћинства за привремену употребу                                                   | 1873     |
| 160 | Становници у насељеним приватним кућама                                                          | 155386   |
| 161 | Насељеност станара у приватним становима                                                         | 4.1      |
| 162 | Просечно становника по соби у приватним насељеним домаћинствима                                  | 1.25     |
| 163 | Појединачна домаћинства са подовима од различитих материјала од земље                            | 27773    |
| 164 | Појединачна домаћинства у приземљу                                                               | 9991     |
| 165 | Појединачна домаћинства са једном спаваћом собом                                                 | 15317    |
| 166 | Појединачна домаћинства са две спаваће собе и више                                               | 22471    |
| 167 | Појединачна домаћинства са једним собом                                                          | 7112     |
| 168 | Појединачна домаћинства са две собе                                                              | 5209     |
| 169 | Појединачна домаћинства са 3 собе и више                                                         | 25434    |
| 170 | Појединачна домаћинства која имају електрично светло                                             | 36418    |
| 171 | Појединачна домаћинства која немају електрично светло                                            | 1361     |
| 172 | Појединачна домаћинства која имају водоводну воду у стамбеном простору                           | 34850    |
| 173 | Појединачна домаћинства која немају водоводну воду у стамбеном простору                          | 2913     |
| 174 | Појединачна домаћинства која имају тоалет                                                        | 36188    |
| 175 | Појединачна домаћинства која имају канализацију                                                  | 27720    |
| 176 | Појединачна домаћинства која немају канализацију                                                 | 9979     |
| 177 | Појединачна домаћинства која имају електрично светло, довод воде из јавне мреже и канализацију   | 26226    |
| 178 | Појединачна домаћинства без икаквих услова                                                       | 2412     |
| 179 | Појединачна домаћинства која имају радио                                                         | 28377    |
| 180 | Појединачна домаћинства која имају телевизор                                                     | 32757    |
| 181 | Појединачна домаћинства која имају фрижидер                                                      | 25587    |
| 182 | Појединачна домаћинства која имају машину за веш                                                 | 12086    |
| 183 | Појединачна домаћинства која имају аутомобил или комби                                           | 5208     |
| 184 | Појединачна домаћинства која имају рачунар                                                       | 4194     |
| 185 | Појединачна домаћинства која имају фиксну телефонску линију                                      | 8840     |
| 186 | Појединачна домаћинства која имају мобилни телефон                                               | 17881    |
| 187 | Појединачна домаћинства која имају приступ интернету                                             | 2458     |